# Блудше
Блу́дше — село в Україні, у Козелецькій селищній громаді Чернігівського району Чернігівської області. Населення становить 92 особи (2014). До 2016 орган місцевого самоврядування — Стависька сільська рада.

## Історія
Імовірно, вперше село згадано в переписній книзі Малоросійського приказу (1666) як Блудчей хутор, де жив Івашко Гаврилов із 3 волами та конем.
У 1898 року в селі відкрили школу грамотності. На початку ХХ століття у Блудшому була збудована Олександріївська церква. Наприкінці 1950-х років Блудше було приєднано до Стависького колгоспу і стало бригадним селом.
12 червня 2020 року, відповідно до розпорядження Кабінету Міністрів України № 730-р «Про визначення адміністративних центрів та затвердження територій територіальних громад Чернігівської області», увійшло до складу Козелецької селищної громади.
19 липня 2020 року, в результаті адміністративно - територіальної реформи та ліквідації Козелецького району, село увійшло до складу Чернігівського району Чернігівської області.

## Населення
1901 - 728 осіб.
Станом на 1923 рік - 826 жителів у 201 господарстві.

### Мова
Розподіл населення за рідною мовою за даними перепису 2001 року:
| Мова       | Кількість | Відсоток |
| ---------- | --------- | -------- |
| українська | 177       | 99.44%   |
| російська  | 1         | 0.56%    |
| Усього     | 178       | 100%     |

## Галерея

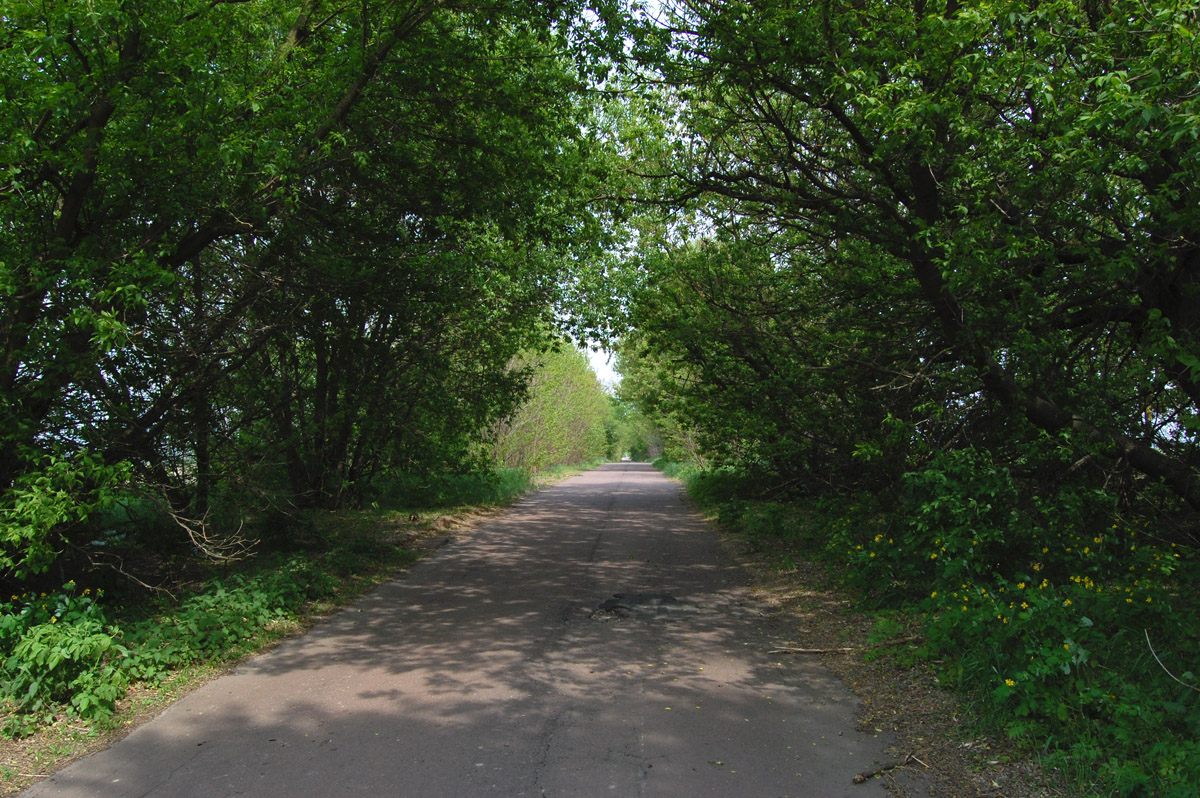
Дорога зі Стависького в Блудше
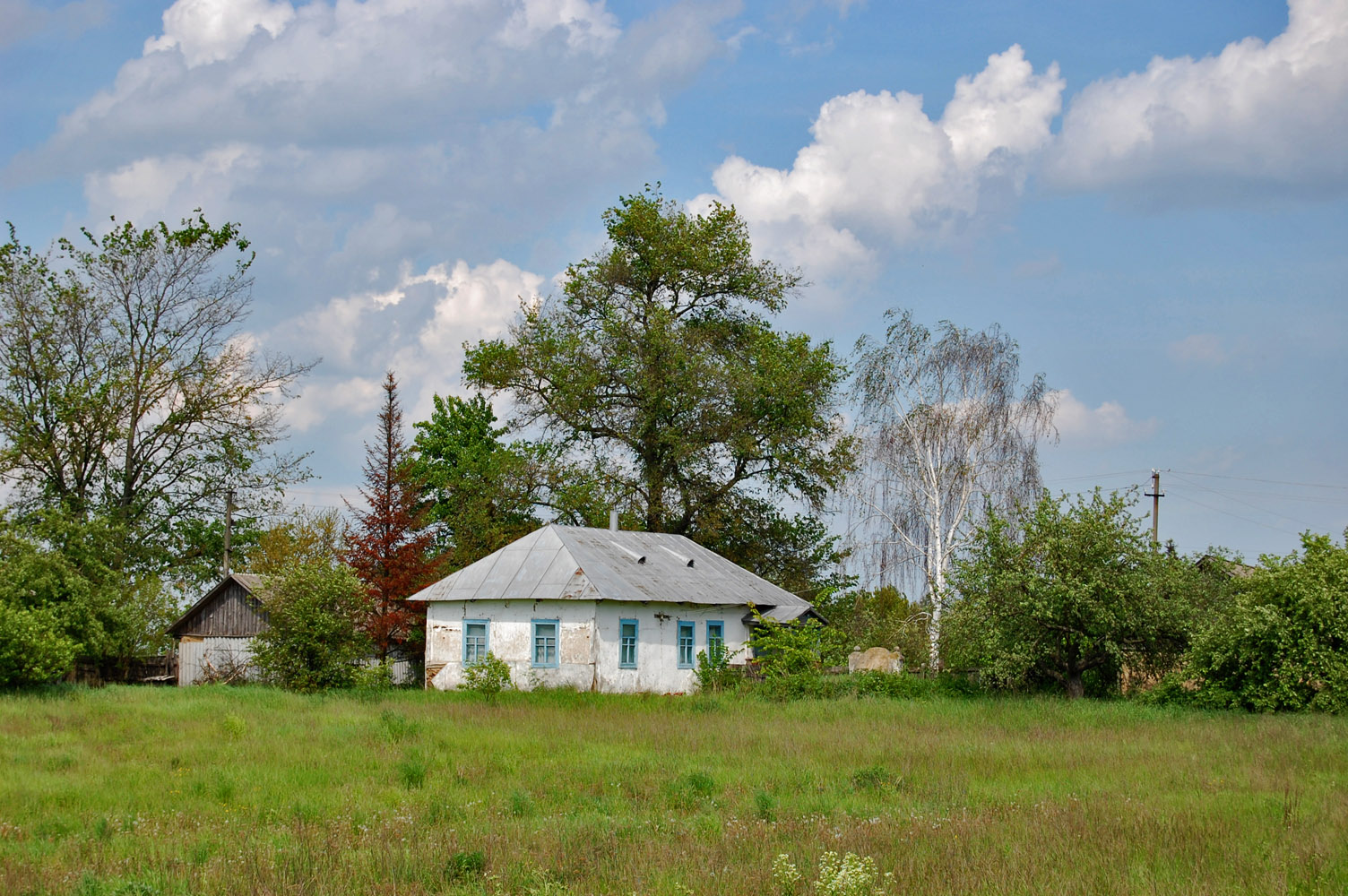
Блудше
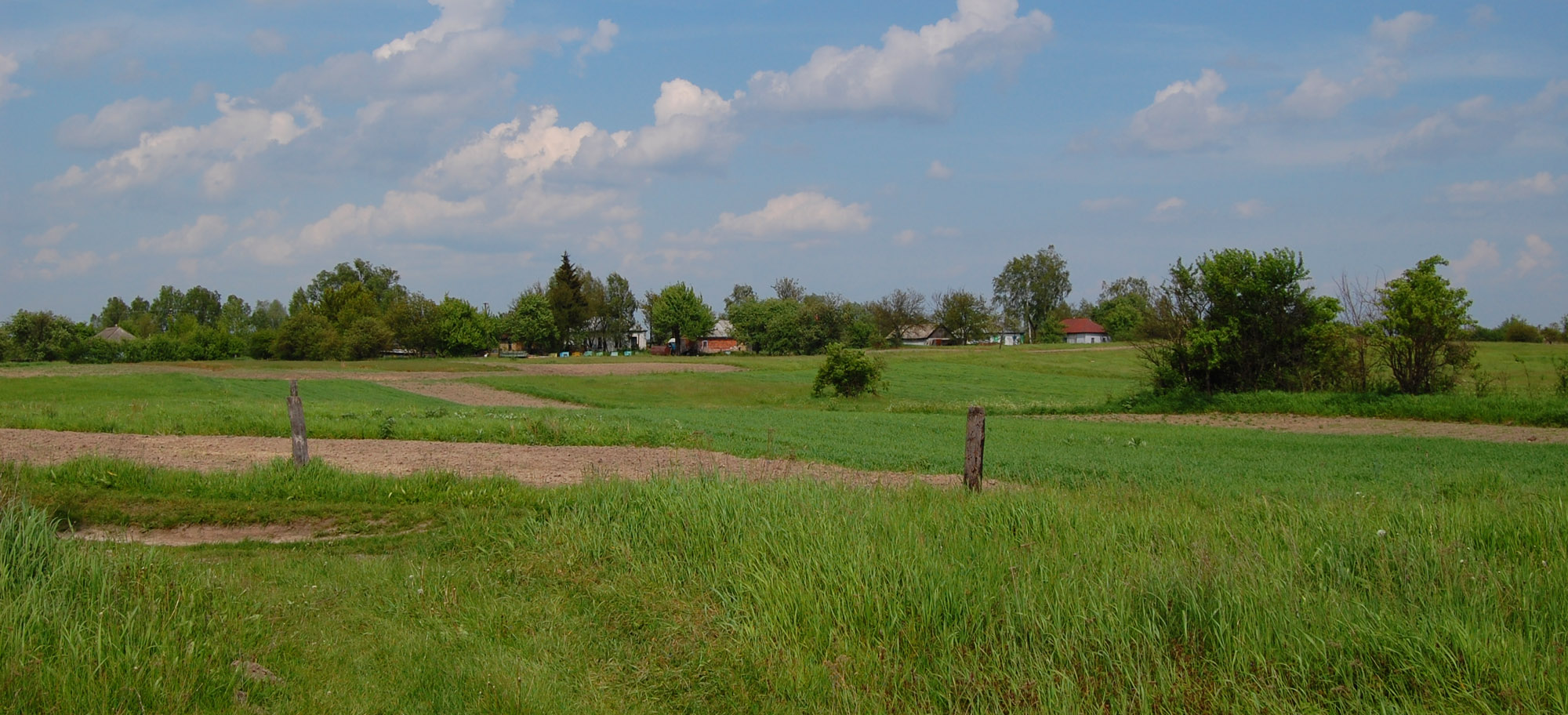
Панорама Блудшого
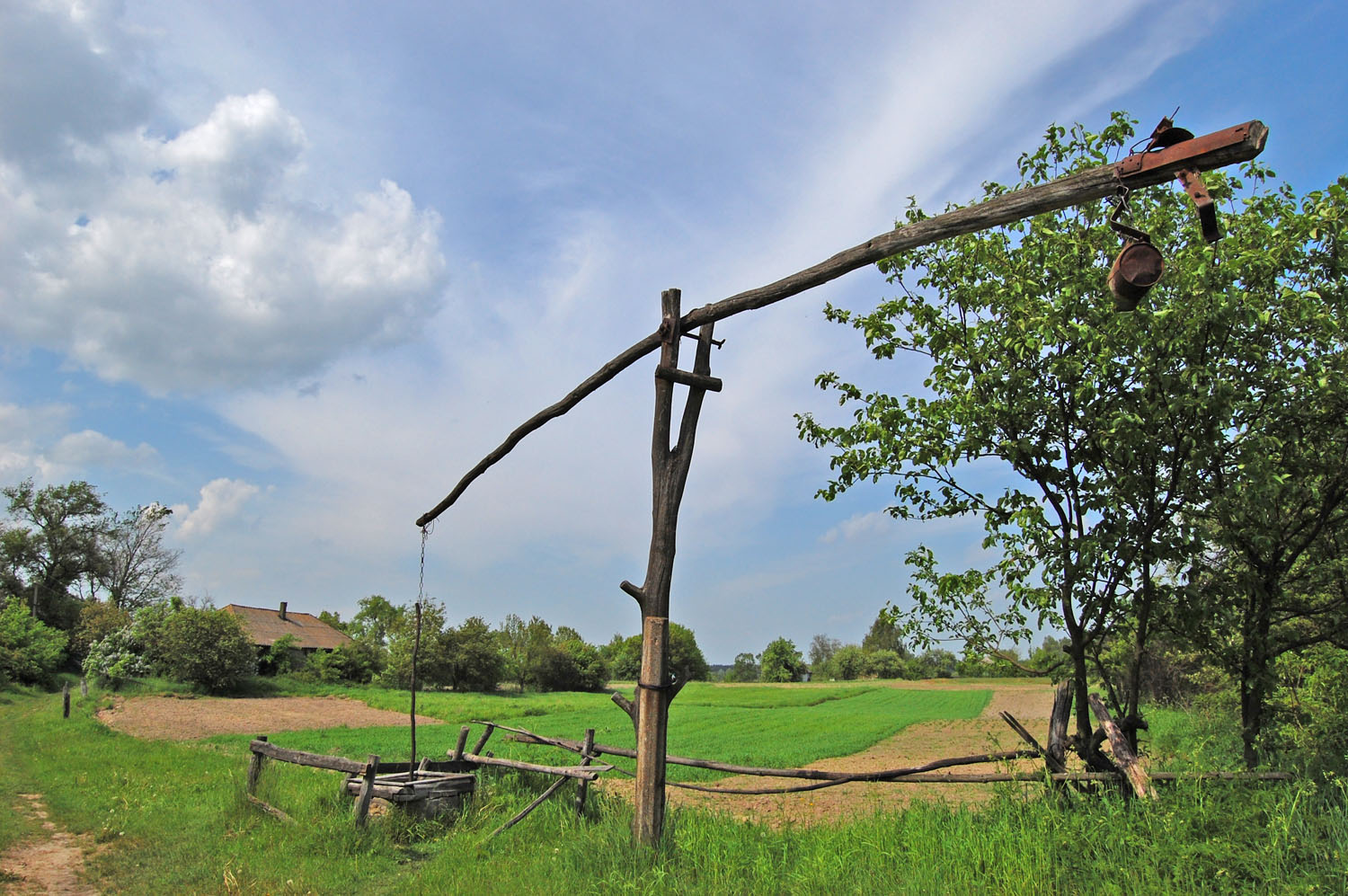
Колодязь-журавель у Блудшому
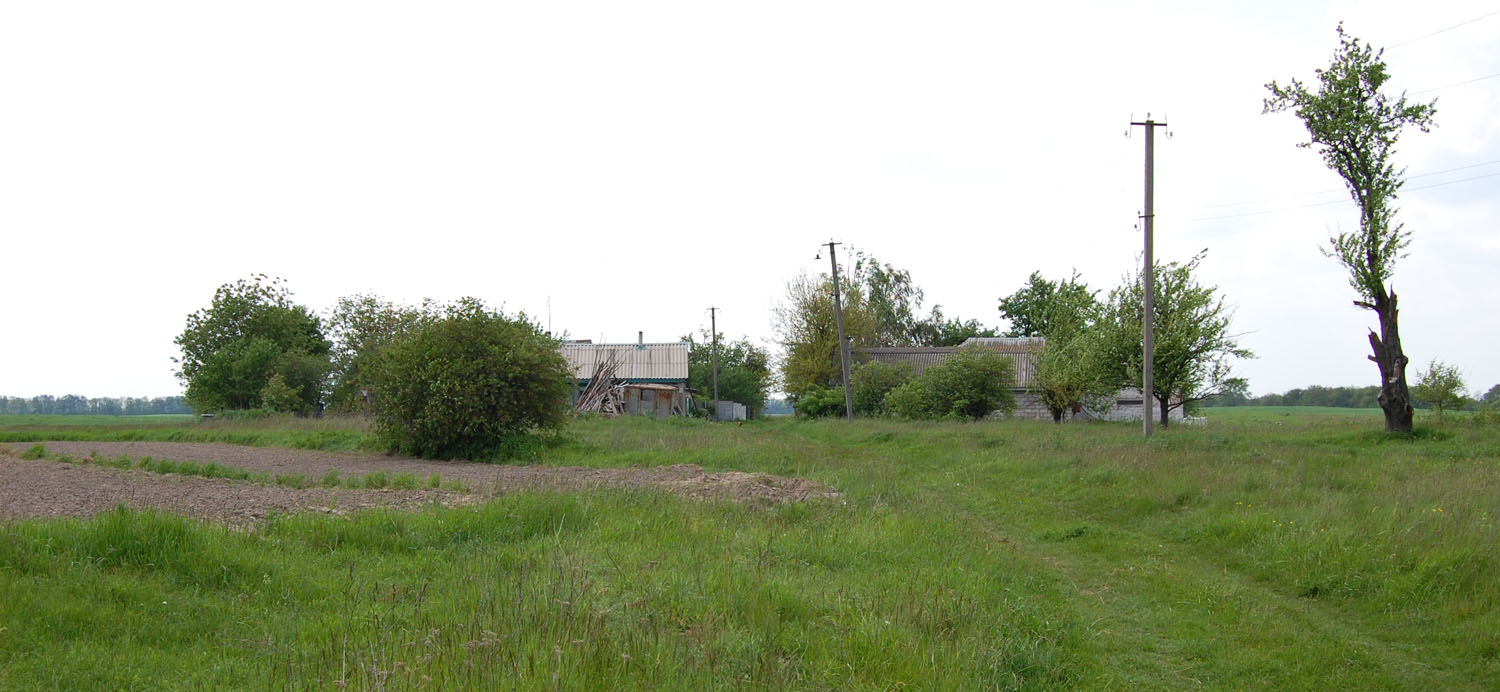
Будинок в Блудшому
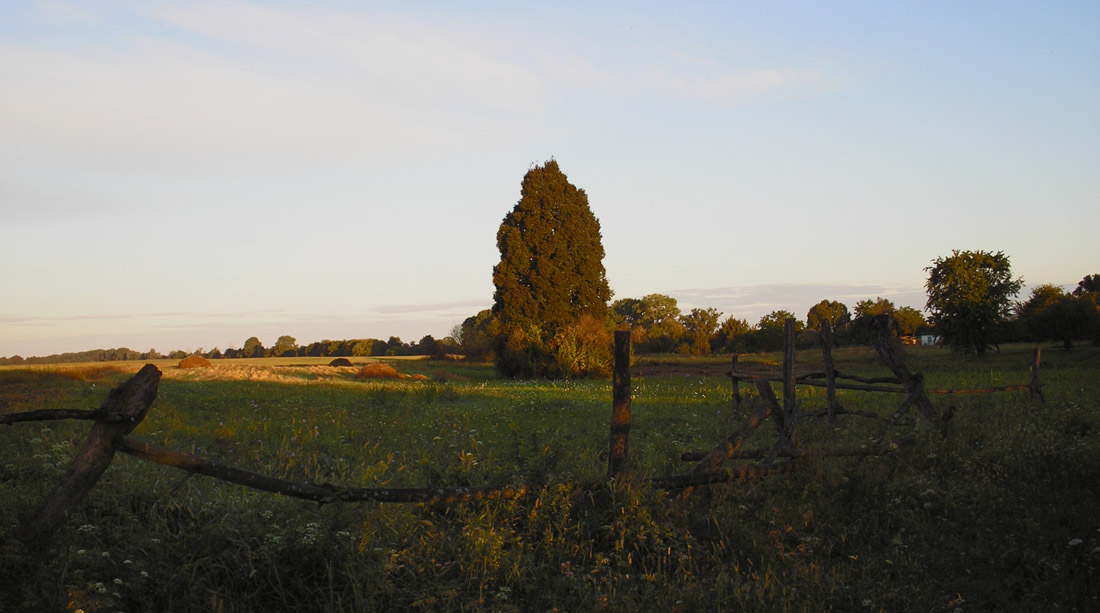
Блудше